# Грабители (фильм, 1896)
«Грабители» (англ. Footpads) другое название «Ограбление букмекера» (англ. The Arrest of a Bookmaker) — немой короткометражный британский фильм 1896 года режиссёра Уильяма Поля.

## Сюжет
На немолодого джентльмена в цилиндре нападают трое грабителей, к нему на выручку спешит полицейский. Но и перед представителем закона троица сдаваться не собирается.

## Интересные факты
- Этот фильм — последняя совместная работа Уильяма Поля и Берта Эйкрса, в 1895 году они вместе сняли фильм на похожую тему — «Арест карманника».
- Английское слово «Footpad» означало грабителя, специализировавшегося на ограблении пешеходов. Слово использовалось до XIX столетия.